# Ibrahim Ałdatow
Ibrahim Ałdatow (ukr. Ібрагім Ерікович Алдатов, ros. Ибрагим Эрикович Алдатов; ur. 4 listopada 1983 w Biesłanie) – ukraiński zapaśnik, dwukrotny mistrz świata, srebrny i brązowy medalista mistrzostw Europy.
Pochodzi z Osetii Północnej, na Ukrainie mieszka od 2006 roku. Startuje w stylu wolnym w kategorii wagowej do 84 kg. Na mistrzostwach świata w 2006 roku w Kantonie zdobył złoty medal w kategorii do 74 kg. Sukces powtórzył siedem lat później w Budapeszcie w kategorii do 84 kg.
Podczas igrzysk olimpijskich w Londynie (2012) odpadł w 1/8 finału i zajął dziewiąte miejsce. W Pekinie w 2008 zajął czternaste miejsce.
Czwarty w Pucharze Świata w 2014.
Mistrz Ukrainy w 2010 roku.